# Salto (partido)
Pour les articles homonymes, voir Salto.
Salto est un partido de la province de Buenos Aires fondé en 1864 dont la capitale est Salto.